# Rapporto sullo sviluppo umano
| Molto alto | Basso       |
| Alto       | Nessun dato |
| Medio      |             |

| 0.900 e oltre 0.850–0.899 0.800–0.849 0.750–0.799 0.700–0.749 | 0.650–0.699 0.600–0.649 0.550–0.599 0.500–0.549 0.450–0.499 | 0.400–0.449 0.350–0.399 0.349 e meno Nessun dato |

Mappa globale dell'Indice di Sviluppo Umano nel 2013.

Mappa indice sviluppo umano (2012).

Il Rapporto sullo sviluppo umano (in inglese Human Development Report, HDR) è una pubblicazione annuale dell'Ufficio per il Rapporto sullo sviluppo umano del Programma delle Nazioni Unite per lo sviluppo (UNDP).
Nel 2013 si sono notate convergenze nell'indice ISU a livello globale nell'ultima decade, anche se con varie irregolarità tra le regioni analizzate. Le nazioni in via di sviluppo sono quelle che hanno segnato i progressi maggiori.
Alcune proiezioni del 2013 indicano che nel 2020 il PIL combinato di tre stati singoli (Brasile, Cina e India) sorpasserà quello di Canada, Francia, Germania, Italia, Regno Unito e Stati Uniti.
La crescita economica non si traduce necessariamente in sviluppo umano, così il rapporto ha segnalato la necessità di aumentare l'impegno nei campi dell'educazione, della nutrizione, della salute e del lavoro.
Il rapporto 2013 identifica quattro aree di sviluppo sostenibile: 
- Equità sociale, incluse le discriminazioni di genere;
- Coinvolgimento dei cittadini, inclusi i giovani;
- Qualità ambientale;
- Gestione dei cambiamenti demografici.

È critica nei confronti della governance globale e delle istituzioni obsolete che non rispecchiano l'economia reale e la realtà geopolitica.

## Storia
La prima edizione risale al 1990 opera del pakistano Mahbub ul Haq e del Nobel indiano Amartya Sen.
Robertaolivieri 
Le Nazioni Unite hanno definito il report come “un esercizio intellettuale indipendente” e “un importante strumento per sensibilizzare circa lo sviluppo umano nel mondo”.
Il Rapporto sullo sviluppo umano è un documento indipendente, commissionato dal Programma delle Nazioni Unite per lo sviluppo (UNDP), ed è il prodotto di un tema selezionato di ricercatori, specialisti dello sviluppo e membri dell'Ufficio per il Rapporto sullo sviluppo umano dell'UNDP. È indipendente dall'amministrazione UNDP, come suggerito da Mahbub ul Haq. È tradotto in svariate lingue e pubblicato annualmente in più di 100 paesi.
Dal 1990, più di 140 paesi hanno pubblicato circa 600 report nazionali, con il supporto dell'UNDP. L'UNDP ha sponsorizzato diversi rapporti regionali, come i dieci volumi della serie Arab Human Development Report.
Il rapporto sullo sviluppo umano del 2010 evidenzia come alcuni paesi in via di sviluppo mostrino sviluppi sottostimati nel campo della salute, dell'educazione e degli standard di vita basilari dal 1970.
Nel rapporto del 2010, il Sultanato dell'Oman è risultato, fra le 135 nazioni esaminate nei 40 anni antecedenti, il più progressivo di tutti i paesi.
Diversi indici sono stati introdotti nel corso degli anni:
- Indice di sviluppo umano
- indice di sviluppo per genere
- Misura dell'empowerment di genere
- Indice di povertà umana[6]

Gli ultimi tre indici sono stati sostituiti nel 2010 con:
- Indice di sviluppo umano corretto per le disuguaglianze
- Indice di disuguaglianza di genere
- Indice multidimensionale di povertà

Nel 2009 il Rapporto sullo sviluppo umano, intitolato Overcoming Barriers: Human mobility and development, è stato scritto con un'attenzione particolare al tema dei confini e delle migrazioni.

## Rapporto sullo sviluppo umano del 2010
L'edizione 2010 del Rapporto sullo sviluppo umano, dal titolo La vera ricchezza delle nazioni: Vie dello sviluppo umano, analizza l'andamento a lungo termine dell'indice di sviluppo umano (ISU) e mostra un aumento notevole nel valore di diversi parametri nei paesi in via di sviluppo.
L'introduzione di tre nuovi parametri nel 20º anniversario del rapporto mostra diseguaglianze tra le nazioni, profonde disparità tra donne e uomini su diversi indici di sviluppo, e la presenza di povertà estrema multidimensionale nell'Asia meridionale e nell'Africa subsahariana.

Il primo Rapporto sullo sviluppo umano, che introduce l'indice ISU e analizza le decadi precedenti, si conclude con le seguenti parole: 
Le analisi mostrate nel rapporto risalgono ai 40 anni antecedenti e mostrano, fra le altre cose, un aumento dell'aspettativa di vita da 59 anni nel 1970 a 70 nel 2010 e l'incremento del tasso di scolarizzazione nella scuola primaria e secondaria dal 55% al 70%. Dati vari mostrano come l'aspettativa di vita sia aumentata di 18 anni dal 1970 al 2010 nei paesi arabi, ma solo di 8 anni nell'Africa subsahariana. Le 135 nazioni analizzate nel rapporto costituiscono il 92% della popolazione globale.
Le dieci nazioni che hanno incrementato maggiormente il tenore di vita dei propri abitanti vengono definite "Top Movers" e sono, in ordine: Oman, Cina, Nepal, Indonesia, Arabia Saudita, Laos, Tunisia, Corea del Sud, Algeria e Marocco.
Il rapporto 2010 continua la tradizione dell'ISU di misurare l'innovazione con nuovi indici che introducono fattori non direttamente riflessi nell'indice ISU:
- Indice di sviluppo umano corretto per le disuguaglianze (ISUD):[22] il rapporto esamina l'ISU attraverso la lente della diseguaglianza, correggendo l'ISU in modo da riflettere disparità di reddito, salute ed educazione.
- Indice di disuguaglianza di genere (IDG): il rapporto 2010 esamina le diseguaglianze di genere, la mortalità infantile e la rappresentazione delle donne in parlamento.
- Indice multidimensionale di povertà (IMP): il rapporto 2010 introduce un nuovo indice di povertà. Circa 1.7 miliardi di individui sono poveri in 104 paesi; di questi, 1.3 miliardi vivono con $1.25 al giorno.